# Введенский собор (Карпинск)
Введе́нский собо́р — православный храм в городе Карпинске Свердловской области, пример позднего уральского барокко (с отдельными чертами барокко сибирского), памятник федерального значения.

## История
Введенская приходская церковь была заложена в Богословском заводе в 1761 году. Строительство храма велось на средства основателя Богословского завода, верхотурского купца и горнозаводчика Максима Походяшина с благословения митрополита Тобольского и Сибирского Павла. Нижний храм был освящён в честь праздника Введения во храм Божией Матери архимандритом Верхотурского Николаевского монастыря Тихоном. Верхний храм строился с благословения епископа Тобольского и Сибирского Варлаама и был освящён в 1776 году во имя святого Апостола и Евангелиста Иоанна Богослова архимандритом Верхотурского монастыря Феодосием. 11 июля 1770 года Богословский завод посетил учёный Петр Симон Паллас, который наблюдал строительство второго этажа храма. Необходимый для строительства кирпич производили на кирпичном заводе неподалеку. Всей необходимой церковной утварью храм снабжал основатель завода — М. Походяшин.
Богословский приход возник одновременно с основанием Богословского завода и состоял из служащих и рабочих завода. Кроме заводчан к Богословскому приходу принадлежали жители деревень Каквы, находившейся в 17 км от завода, и Лобвы, находившейся в 37 км. По состоянию на 1902 год приход насчитывал 4336 человек.
Введенскому собору принадлежали десять деревянных лавок и два деревянных дома. Лавки сдавались в аренду с торгов, а в домах помещались квартиры для соборного причта. К собору была приписана каменная кладбищенская церковь, построенная в 1841 году на средства прихожан при содействии и пособии горного начальника М. И. Протасова. Также к собору была приписана деревянная однопрестольная церковь, находящаяся в деревне Лобве. Лобвинская церковь была построена в 1891 году и освящена во имя преподобной Марии Египетской.
Особой известностью и доброй памятью среди прихожан пользовались протоиерей и благочинный Иоанн Луканин, служивший в храме более 40 лет, протоиерей и благочинный Степан Попов (1827—1897), отец Александра Попова, служивший в храме 20 лет.
Постановлением Уральского облисполкома от 3 октября 1930 года Введенский собор в Богословском заводе был закрыт. Его протоиерей Словцов Василий Петрович (1844—1924) был приговорён ревтрибуналом 22 мая 1922 года к пяти годам тюрьмы. Был амнистирован с запрещением проживать в Верхотурском уезде. В 1938 году с колокольни собора были сброшены колокола, здание храма несколько раз пытались взорвать. Восстановление собора продолжается до сих пор.
Постановлением Совета Министров РСФСР № 1327 от 30 августа 1960 года Введенский собор был включён в список памятников культуры, подлежащих охране как памятник государственного значения.

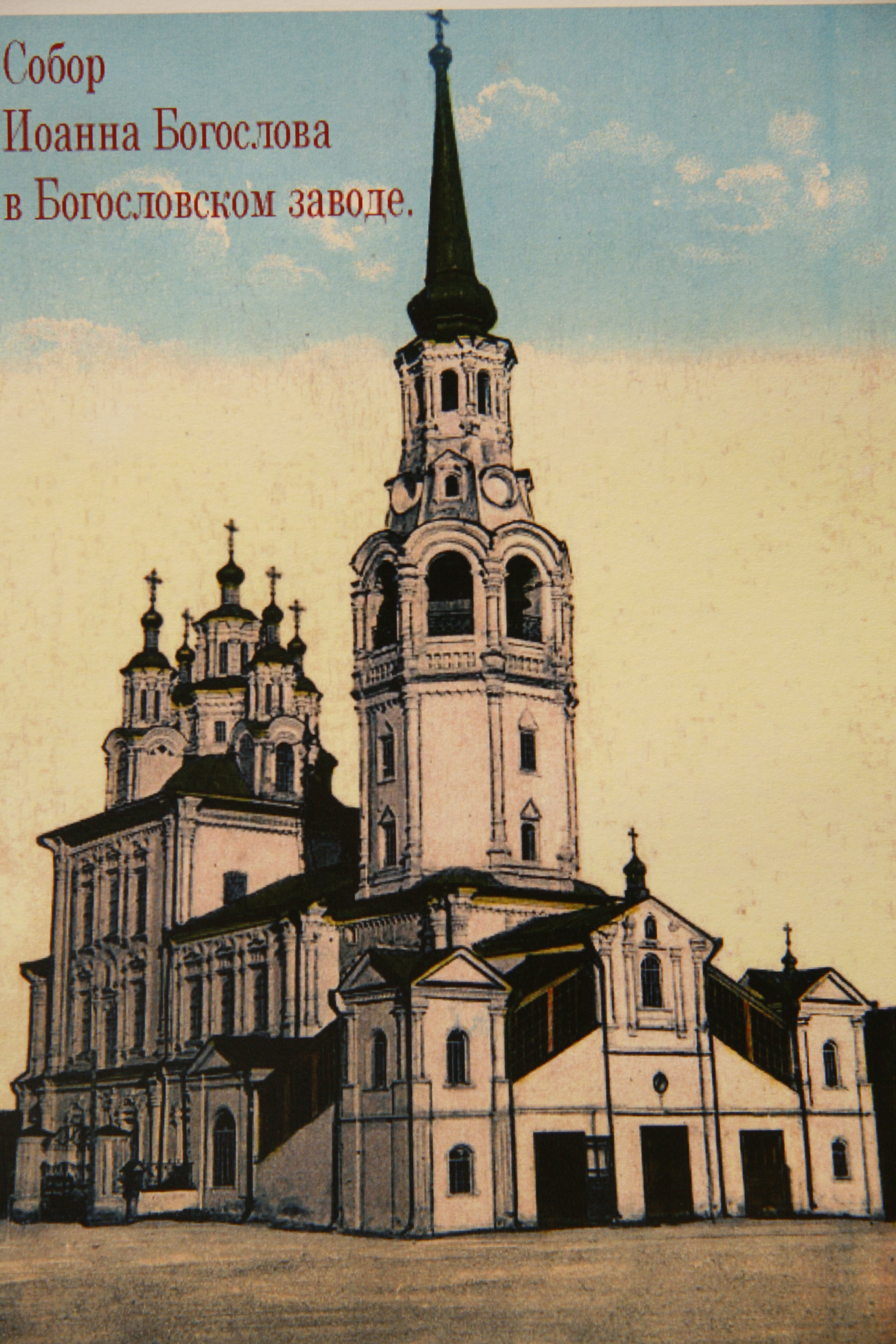
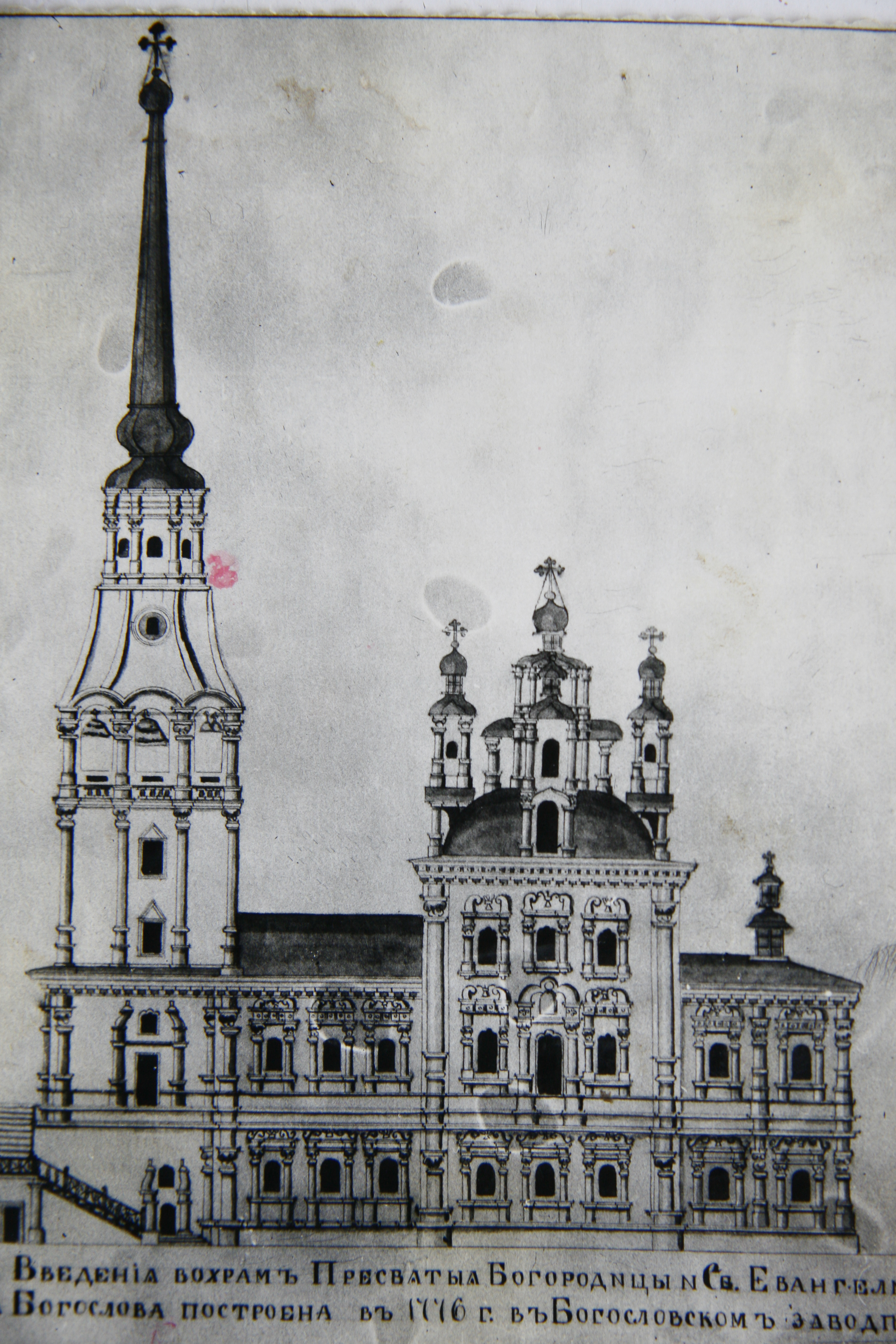
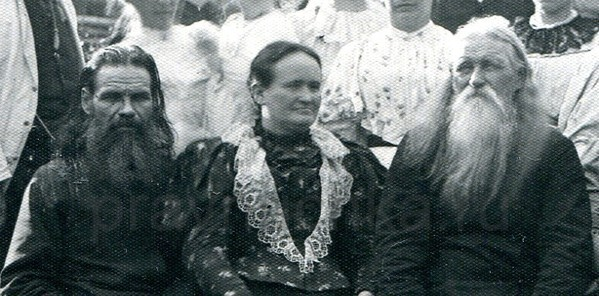
Священнослужители Введенского храма — Василий Словцов (слева) и Степан Попов (справа)
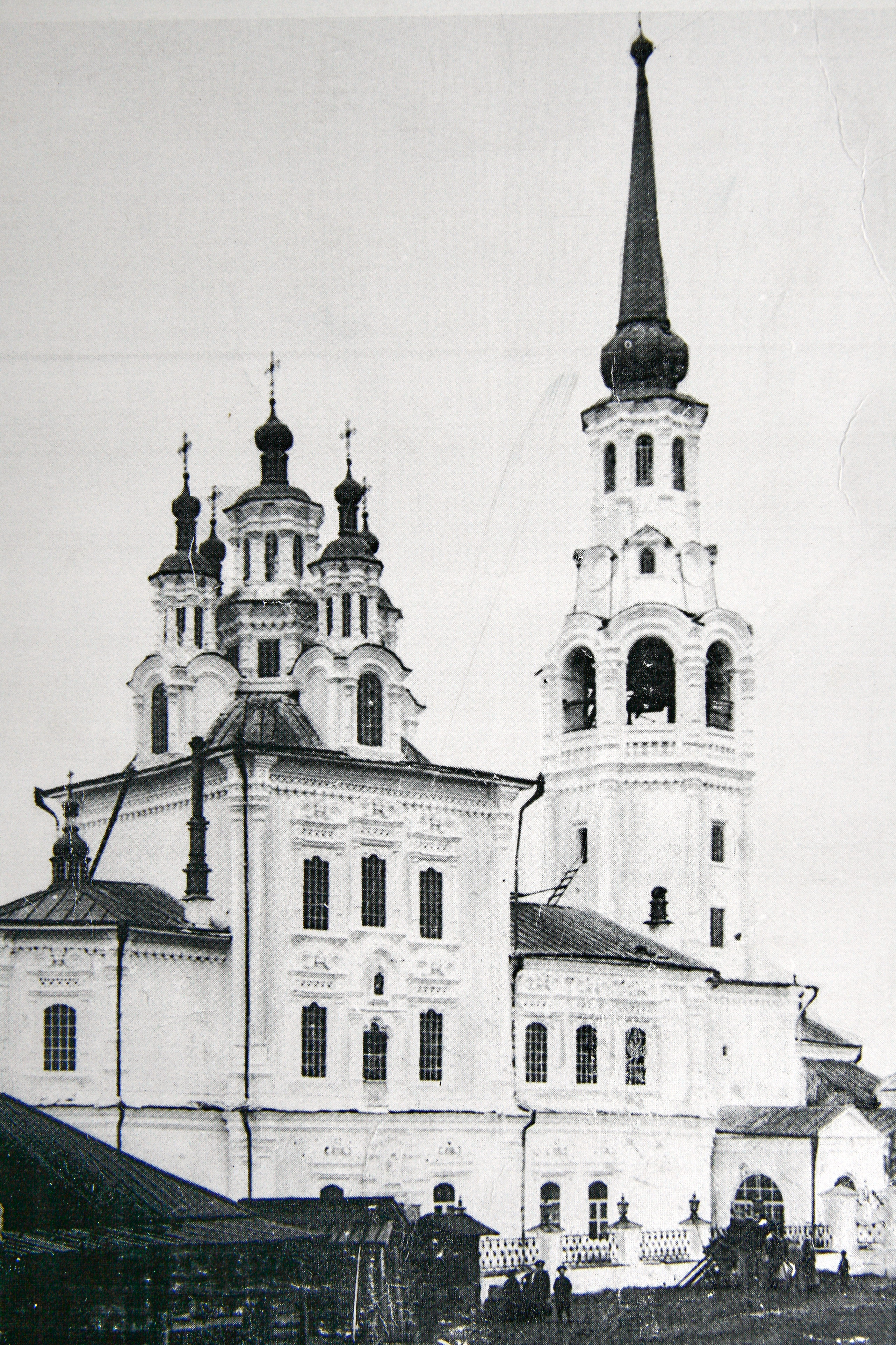
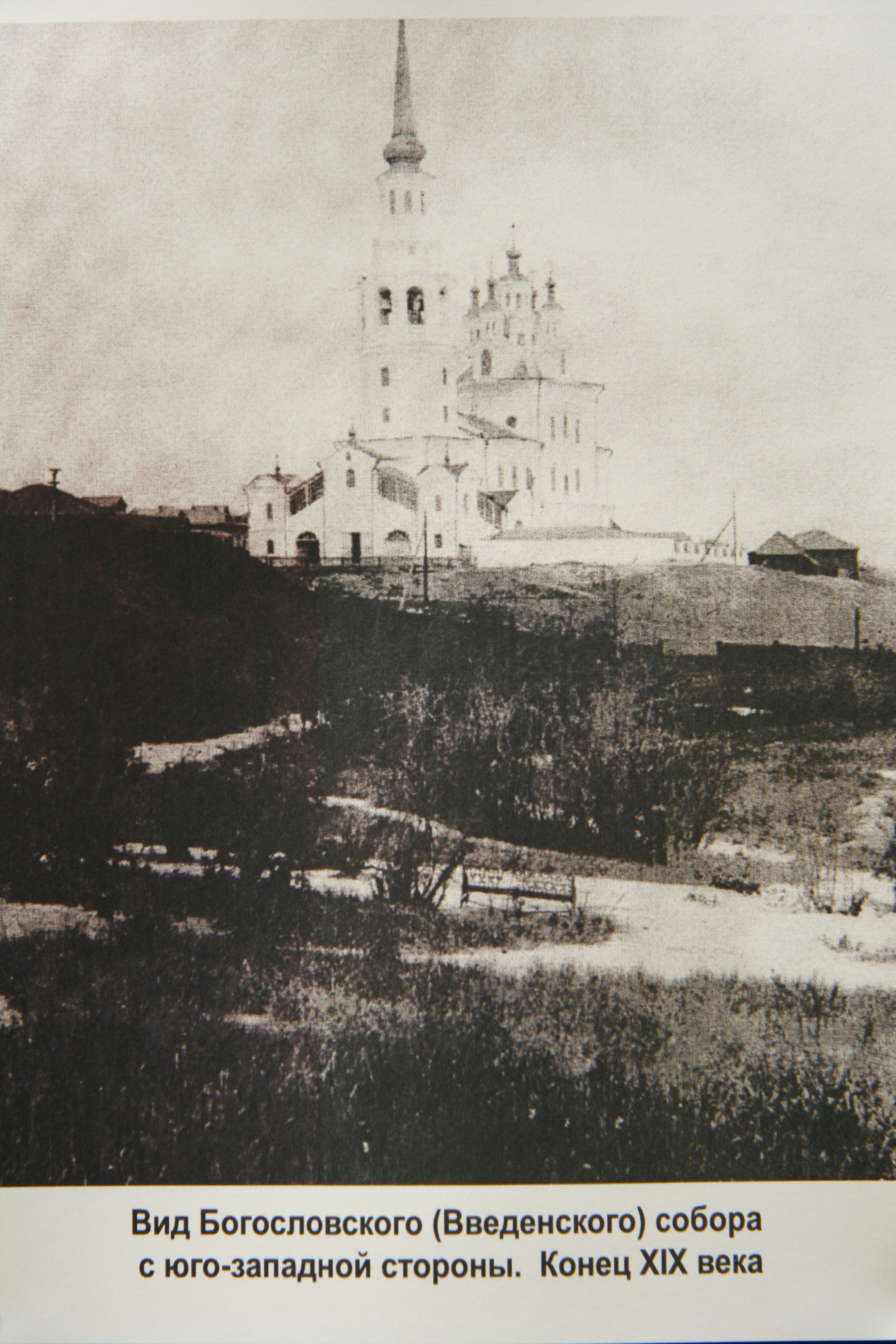